# Яків, син Сталіна
Яків, син Сталіна (груз. ომი ყველასთვის ომია) — радянський художній фільм 1990 року, знятий режисером Деві Абашидзе.

## Сюжет
Головний герой фільму — Яків Джугашвілі, старший син Сталіна. У фільмі показана драма його життя: він бере участь у Великій Вітчизняній війні у званні старшого лейтенанта, потрапляє в полон до німців, потім знаходиться в таборі для військовополонених, де і гине.

## У ролях
- Заза Колелішвілі — Яків Джугашвілі
- Євген Джугашвілі — Й. В. Сталін
- Герберт Шторм — фельдмаршал Клюге
- Олександр Медзмаріашвілі
- Лев Гаврилов
- Важа Пірцхалаїшвілі
- Ія Нінідзе — Юлія Мельцер
- Ліана Асатіані — Сефора
- Імеда Кахіані — Семен
- Мурман Джінорі
- Картлос Марадаішвілі

## Знімальна група
- Сценаріст : Бадрі Чохонелідзе, Деві Абашидзе
- Режисер : Деві Абашидзе
- Оператор : Абесалом Майсурадзе
- Композитор : Бідзіна Квернадзе
- Художник : Наум Фурман